# Ahmed Omar
Ahmed Omar (arab. ‏أحمد عمر‎, ur. w 1933 w Casablance) – marokański kolarz szosowy, uczestnik letnich igrzysk olimpijskich.
Omar reprezentował Maroko na letnich igrzyskach olimpijskich podczas igrzysk 1960 w Rzymie. Wystartował w jeździe drużynowej na czas razem z Mohamedem El Gourchem, Mohamedem Ghandorą i Abdallahem Lahoucinem. Marokańczycy zajęli wówczas 19. miejsce spośród 32 reprezentacji. Omar brał także udział w wyścigu indywidualnym ze startu wspólnego, którego nie ukończył.